# Pteridinium
Lo pteridinio (gen. Pteridinium Gurich, 1930) è un organismo estinto appartenente alla fauna di Ediacara, forse appartenente al phylum Cnidaria, vissuto nel Proterozoico superiore (Ediacarano, circa 550 milioni di anni fa). I suoi resti sono stati rinvenuti in molti giacimenti fossili di quel periodo, principalmente nel Mar Bianco (Russia), Australia, Namibia e Carolina del Nord.

## Descrizione
Il corpo di questo enigmatico organismo era allungato e segmentato. Di solito i fossili di pteridinio sono mal conservati e appiattiti; nonostante ciò, gli studiosi sono riusciti a determinare che questo organismo era costituito da tre lembi segmentati, che si intersecavano tra di loro attraverso una linea centrale. L'aspetto dello pteridinio, come risultato di questa ricostruzione, doveva essere vagamente simile a quello delle odierne “penne di mare” (Pennatulacea).

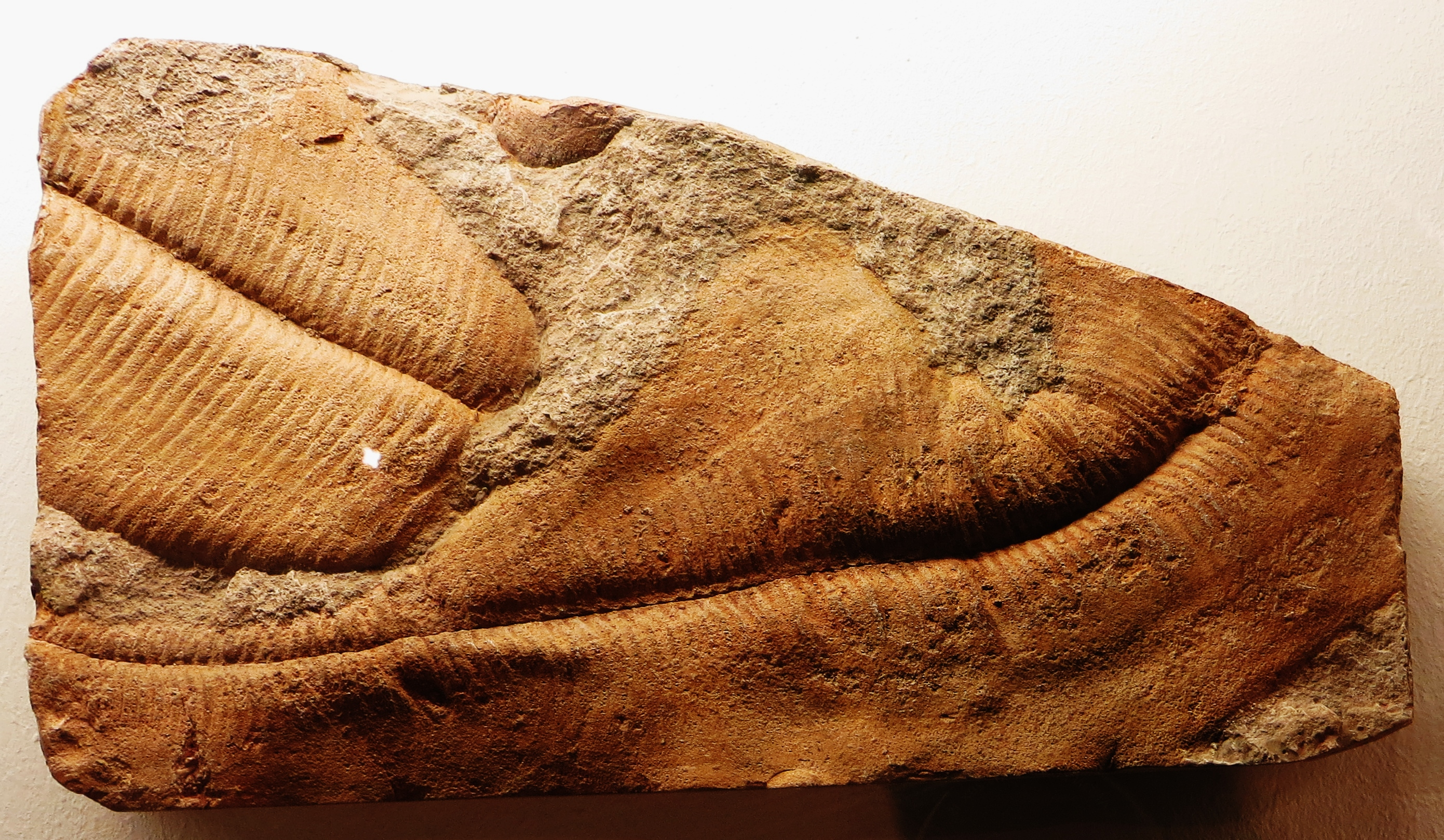
Fossili di Pteridinium simplex provenienti dalla Namibia

## Possibili affinità
Alcuni studiosi ritengono che lo pteridinio possa essere un primitivo rappresentante degli cnidari; Ben Waggoner, che sostiene questa ipotesi, ritiene comunque che questo organismo non appartenga ad alcun gruppo di cnidari odierni. Altri studiosi ritengono che le parentele dello pteridinio vadano ricercate nei cosiddetti vendozoi, un gruppo di organismi estinti forse rappresentanti di un regno separato da piante, animali o funghi. Possibili parenti stretti di Pteridinium includono Charnia, Rangea, Charniodiscus, Swartpuntia e Phyllozoon.

## Biologia
Dal tipo di conservazione, sembra plausibile che lo pteridinio vivesse sui fondali di mari piuttosto profondi. Probabilmente giaceva sul fondale o era ancorato tramite un peduncolo, ma non è chiaro come potesse nutrirsi. Forse si nutriva di piccole particelle o assumeva nutrienti disciolti nell'acqua, o ancora dipendeva da microrganismi simbiotici presenti sui suoi tessuti; è possibile, inoltre, che usasse varie strategie alimentari combinate insieme.